# Bures (England)
Bures ist ein Dorf im District Babergh und Braintree in der Grafschaft Suffolk und Essex, England. Bures ist 13 km von Colchester entfernt. Im Jahr 2011 hatte es eine Bevölkerung von 1433 Einwohnern. Bures wurde 1086 im Domesday Book als Bura/Bure erwähnt.

## Persönlichkeiten
- Dylan (* 1999), Popsängerin